# Lisin
Lisin (babylonisch dLi9-si4) war der Name einer sumerischen Göttin, die ab dem ersten Jahrtausend v. Chr. auch mit dem Stern Antares im Sternbild Skorpion unter dem Hinweis „in der Brust des Skorpions stehend“ gleichgesetzt wurde.
Lisin zählte seit dem ersten Jahrtausend v. Chr. außerdem zu den Sternen des Nabu und war Inhalt von mythologisch-astrologischen Texten aus der Region Borsippa. So heißt es beispielsweise, dass die Menschen mit ihrer gesamten Habe bei ihrem Aufgang zu ihr beten sollen, um zukünftigem Unheil zu entgehen.
Als Gottheit ist Lisin bereits seit dem dritten Jahrtausend v. Chr. belegt und war im Lagaš-Kalender die verehrte Göttin des dritten Monats (Mai/Juni). Die genaue Herkunft und örtliche Zugehörigkeit von Lisin ist unklar; möglicherweise war sie sowohl in Sirara als auch in Adab mit ihrem Bruder Agiši beheimatet. In den Texten von Abu-Salabich wird Lisin auch „Mutter“ genannt.